# 1995 في إسبانيا
فيما يلي قوائم الأحداث التي وقعت خلال عام 1995 في إسبانيا.

## سياسة

### تعيين في المنصب
- 28 مايو – أرتور ماس عضو البرلمان الكاتالوني ‏،Minister of Territory and Sustainability of Catalonia ‏.

### انتهاء فترة المنصب
- 28 مايو – أرتور ماس city councilor of Barcelona  [لغات أخرى]‏.
- 13 ديسمبر – خافيير سولانا عضو مجلس النواب الإسباني  [لغات أخرى]‏.

## رياضة
- 1 يناير – طواف إسبانيا 1995

## أفلام
من الأفلام التي صدرت هذه السنة في إسبانيا:
- 1 مايو – ذا سيتي أوف لوست شايدرن من إخراج جون بيير جونيه، مارك كارو.

## مواليد

### يناير
- 4 يناير – إيغور إنغونغا لاعب كرة قدم إسباني.[1]
- 10 يناير – بلانكا باديلا عارضة إسبانية.
- 12 يناير – مافريك فيناليس متسابق دراجات نارية إسباني.[2]
- 18 يناير – صامويل كاستييخو لاعب كرة قدم إسباني.[3]
- 20 يناير – سيرجي سامبر لاعب كرة قدم إسباني.[4]
- 24 يناير – ييراي ألفاريز لاعب كرة قدم إسباني.[5]
- 30 يناير – ماركوس يورينتي لاعب كرة قدم إسباني.[6]

### فبراير
- 5 فبراير – ألكسندر ترافييسو لاعب كرة قدم إسباني.[7]
- 27 فبراير – سيرجاي ميلينكوفيتش سافيتش لاعب كرة قدم صربي.
- 28 فبراير – خافيير مونيوز لاعب كرة قدم إسباني.[8]

### مارس
- 8 مارس – كيتا بالدي دياو لاعب كرة قدم إسباني.[9]
- 19 مارس – هيكتور بيليرين لاعب كرة قدم إسباني.[10]
- 24 مارس – أليكس ريميرو لاعب كرة قدم إسباني.[11]

### مايو
- 25 مايو – خوسيه لويس غايا لاعب كرة قدم إسباني.[12]
- 28 مايو – ليتيسيا روميرو لاعبة كرة سلة إسبانية.

### يونيو
- 1 يونيو – كارلوس كاسترو غارسيا لاعب كرة قدم إسباني.[13]
- 14 يونيو – أوسكار خيل لاعب كرة قدم إسباني.[14]
- 16 يونيو – إدغار بونز
- 18 يونيو – ماريو هيرموسو لاعب كرة قدم إسباني.
- 23 يونيو – ديفيد غيخارو لاعب شطرنج إسباني.[15]
- 28 يونيو – كارلوس آباد لاعب كرة قدم إسباني.[16]

### يوليو
- 5 يوليو – خاميس ديفيس بوريكو لاعب كرة قدم إسباني.[17]
- 9 يوليو – ساندرو راميريز لاعب كرة قدم إسباني.[18]
- 25 يوليو – روبين بلانكو فيغا لاعب كرة قدم إسباني.

### أغسطس
- 19 أغسطس – خوان فرانسيسكو جيفارا[19]

### سبتمبر
- 1 سبتمبر – منير الحدادي لاعب كرة قدم إسباني.[20]
- 19 سبتمبر – أنتونيو كوتان لاعب كرة قدم إسباني.[21]
- 28 سبتمبر – خوان هرنانجومز لاعب كرة سلة إسباني.[22]

### أكتوبر
- 18 أكتوبر – روبن دوارتي لاعب كرة قدم إسباني.[23]
- 30 أكتوبر – أوناي لوبيز لاعب كرة قدم إسباني.[24]

### نوفمبر
- 12 نوفمبر – خوان مونيوز لاعب كرة قدم إسباني.[25]
- 20 نوفمبر – إيفان غارسيا دراج إسباني.

### ديسمبر
- 7 ديسمبر – سانتي مينا لاعب كرة قدم إسباني.[26]
- 14 ديسمبر – ألفارو أودريوزولا لاعب كرة قدم إسباني.[27]
- 15 ديسمبر – ألبرتو أبالدي لاعب كرة سلة إسباني.

## وفيات

### يناير
- 2 يناير – مانويل ريفيرا (مواليد 1927) رسام إسباني.[28]
- 6 يناير – أغوستين غاينثا (مواليد 1922) لاعب كرة قدم إسباني.[29]

### فبراير
- 10 فبراير – خيسوس غاراي (مواليد 1930) لاعب كرة قدم إسباني.[30]

### مارس
- 1 مارس – سيزار ألفاريز (مواليد 1920) لاعب كرة قدم إسباني.[31]
- 11 مارس – أنتونيو ليون أمادور (مواليد 1909) لاعب كرة قدم إسباني.

### مايو
- 16 مايو – لولا فلوريس (مواليد 1923)[32]
- 31 مايو – إميليو غارسيا غوميز (مواليد 1905)[33]

### أغسطس
- 1 أغسطس – خوليان بيرينديرو (مواليد 1912) دراج إسباني.[34]

### ديسمبر
- 6 ديسمبر – لويس ريغيرو (مواليد 1908) لاعب كرة قدم إسباني.
- 24 ديسمبر – كارلوس لابيترا (مواليد 1938) لاعب كرة قدم إسباني.[35]